# Columbusi csata (1916)
A columbusi csata (angolban még: Columbus felégetése avagy columbusi rajtaütés) a mexikói forradalomban harcoló Pancho Villa északi hadosztályának maradványai által végrehajtott rajtaütésszerű akció volt az új-mexikói Columbus településen, három mérföldre északra a mexikói-amerikai határtól 1916. március 9-én. A rajtaütés kisebb csatává terebélyesedett Villa harcosai és a határvédelmet itt ellátó amerikai alakulat között.
Pancho Villa személyesen vezette a támadást, amit az amerikaiaknak a településnél állomásozó 13. lovasezrede felfogott és kiszorította a támadókat Columbusból, majd a zsákmányukkal visszavonuló mexikóiaknak további veszteségeket okozott. A támadás felháborította az amerikaiakat és Woodrow Wilson elnök John Pershing dandártábornokot egy Pancho Villa elfogását célul kitűző büntetőexpedíció végrehajtására utasította. Amerikai csapatok ennek keretében behatoltak Mexikó területére, de nem sikerült elfogniuk Villát.

## A csata

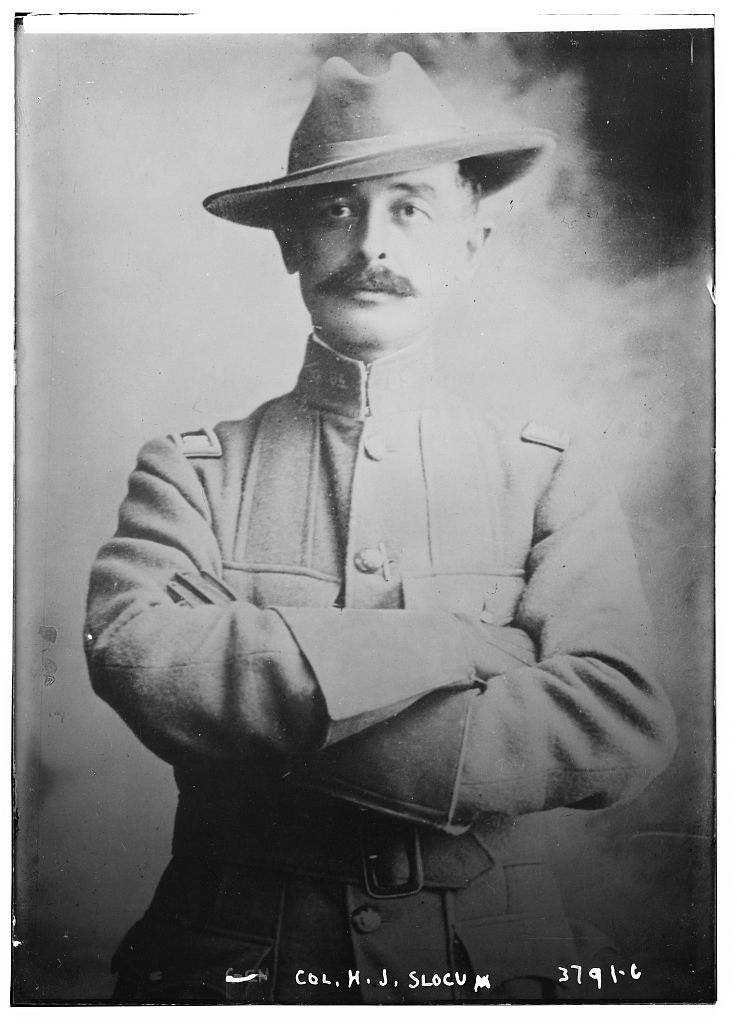
Herbert Jermain Slocum

Az 1915-ös celayai csata során Villa erői elszenvedték legnagyobb vereségüket a mexikói forradalom során a kormányerőktől, ami után az „Északi Hadosztály” (División del Norte) bomlásnak indult és Mexikó északi részén barangolt élelemszerzés céljából fosztogatva. Az ellátmánynak, pénznek és lőszernek hiányában a Venustiano Carranza kormányzata elleni háborújának folytatásához tervezte meg Villa a rajtaütést és a mintegy 1500 főnyi lovasságból álló seregével Palomas közelében táborozott le a határnál, Columbustól három mérföldre délre. Columbust 300 amerikai polgár lakta és nagyjából ennyire tették az itt tartózkodó mexikóiak számát, akik Villa közeledésének hírére menekültek északnak. A támadás mögötti okok teljesen nem ismertek. Egy korábban elrabolt és fogolyként Villa csapatával tartó amerikai, Maude Hauke Wright azt állította, hogy Villa 1500 emberrel érkezett, de csak körülbelül 600 vett közülük részt a rajtaütésben, mert nem állt rendelkezésre kellő mennyiségű lőszer az egész sereg számára.
A táborból Villa kémeket küldött ki a városba azzal a feladattal, hogy mérjék fel az ott állomásozó katonaság erejét. Mikor a kémek visszaérkezve azt közölték vele, hogy csak körülbelül 30 fős helyőrség van Columbusban, Villa északnak indult és éjfél körül átlépte a határt. A helyőrséget a 13. lovassági ezred adta, mely rendszeresen a település központjától közvetlenül délre lévő lovassági táborban (Cavalry Camp Columbus, avagy Camp Furlong) állomásozott és a parancsnoki egységből, egy géppuskás egységből és hét lövészegységből állt, melyből négy a határmenti járőrözést látta el. A rendelkezésre álló erő 353 fő volt, köztük 12 tiszt. A harcrakész katonák száma 270 volt. Ezen az éjszakán a felük volt a táboron kívül őrjáraton vagy más feladattal.

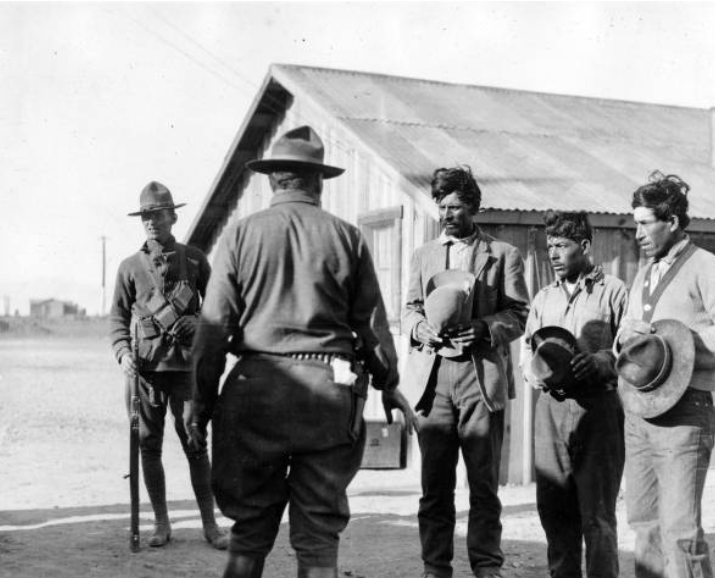
A csata után elfogott mexikóiak

Villa két oszlopra osztotta az embereit, akiknek nagy része gyalogosan közelítette meg a települést. Columbust így két irányból fogta közre a március 9-én hajnali 04:25-kor megindított támadással. A lakosok még aludtak a helyőrség nagy részével együtt, mikor a mexikóiak betörtek a településre nyugati és délkeleti irányból "¡Viva Villa! ¡Viva Mexico!" és egyéb rigmusokat kiáltozva. A 13. lovasezred parancsnoka, Herbert Jermain Slocum ezredes előző nap azt az értesítést kapta három mexikói forrásból, hogy Villa és a katonái mozgásban vannak és lehetséges, hogy Columbus ellen vonulnak. Az egyik figyelmeztetés Juan Favelától, egy Columbustól három mérföldre délre Mexikóban lévő Palomashoz közeli gazdaság irányítójától származott. Ő látta Villa embereit északnak tartani a támadás előtti napon. Sok hasonlóan tévesnek bizonyuló jelentést követően a figyelmeztetést megbízhatatlannak ítélve figyelmen kívül hagyták, bár a határátkelőnél lévő egységet megerősítették és mind a három kint lévő csoporttal fokozottan ellenőrizték 65 mérföld hosszúságban a határt. Azonban az amerikai katonáknak megtiltották, hogy Mexikó területére behatolva végezzenek felderítést, így nem tudták ellenőrizni a Villa hollétéről szóló jelentések hitelességét.
Annak ellenére, hogy meglepetésként érte őket a támadás, az amerikaiak hamar rendezték soraikat. Röviddel a támadás kezdete után John P. Lucas alhadnagy, az ezred géppuskás egységének parancsnoka mezítláb jutott el a szálláshelyéről a barakkokig, és a táborőrség sátra – melyben a géppuskák lakat alatt voltak elhelyezve – köré védelmet rögtönzött két emberből és egy Hotchkiss M1909 Benét–Mercié géppuskából. Hamarosan csatlakozott hozzá az egységének többi tagja is, valamint Horace Stringfellow alhadnagy 30 Springfield karabélyokkal felszerelt embere. A négy géppuska a másfél órás összecsapás során több mint 5000 lövedéket lőtt el egyenként. A célpontjaikat az égő épületek fénye világította meg. A település lakosainak nagy része is fel volt fegyverkezve karabélyokkal és sörétes puskákkal.
Villa emberei számos házat és kereskedelmi épületet kifosztottak és felgyújtottak, és harcba keveredtek a magukat védeni igyekező civilekkel. Az nem ismert, hogy Villa maga bármely időpontjában részt vett volna a küzdelemben. Azt azonban tudni, hogy a csata nagy része alatt a parancsnokaival és nagyjából két tucat másik emberrel a Cootes Hill nevű dombon foglalt pozíciót, ahonnan rálátásuk volt Columbusra és így nyomon követhették innen az eseményeket. Villa néhány embere a dombról mesterlövészként tüzelt a városban lévő célpontokra.
A mexikóiak harcban álltak az amerikai katonasággal és a civilekkel mindaddig, míg egy kürtös visszavonulót nem fújt. A lovasezred 3. századának parancsnoka, Frank Tompkins őrnagy engedélyt kért és kapott Slocumtól a visszavonuló mexikóiak üldözésére. A tiltás ellenére 15 mérföldnyire behatolt Mexikó területére a saját csapatánál hatszorta nagyobb ellenséget üldözve. Közben Villa hátvédjével négyszer csapott össze jelentős veszteséget okozva neki, mielőtt a fogytán lévő lőszer és ivóvízkészletek miatt vissza nem kényszerült térni a határ túloldalára. Tompkins a fellépésért 1918-ban több kitüntetést is kapott (Army Distinguished Service Medal ill. Distinguished Service Cross). A. W. Brock kapitány a Nemzeti Gárda 1. századával napkeltekor érkezett meg. Őket a 20 esztendős Susie Parks telefonközpontos értesítette, aki a csecsemőjével a Courier Newspaper hivatalában rekedt a csata idején. A fiatal nőt a bátorságáért Új-Mexikó terület korábbi kormányzójának felesége és a Daughters of the American Revolution szervezet tüntette ki 1916. augusztus 27-én a columbusi Crystal Theaterben.

## Következmények

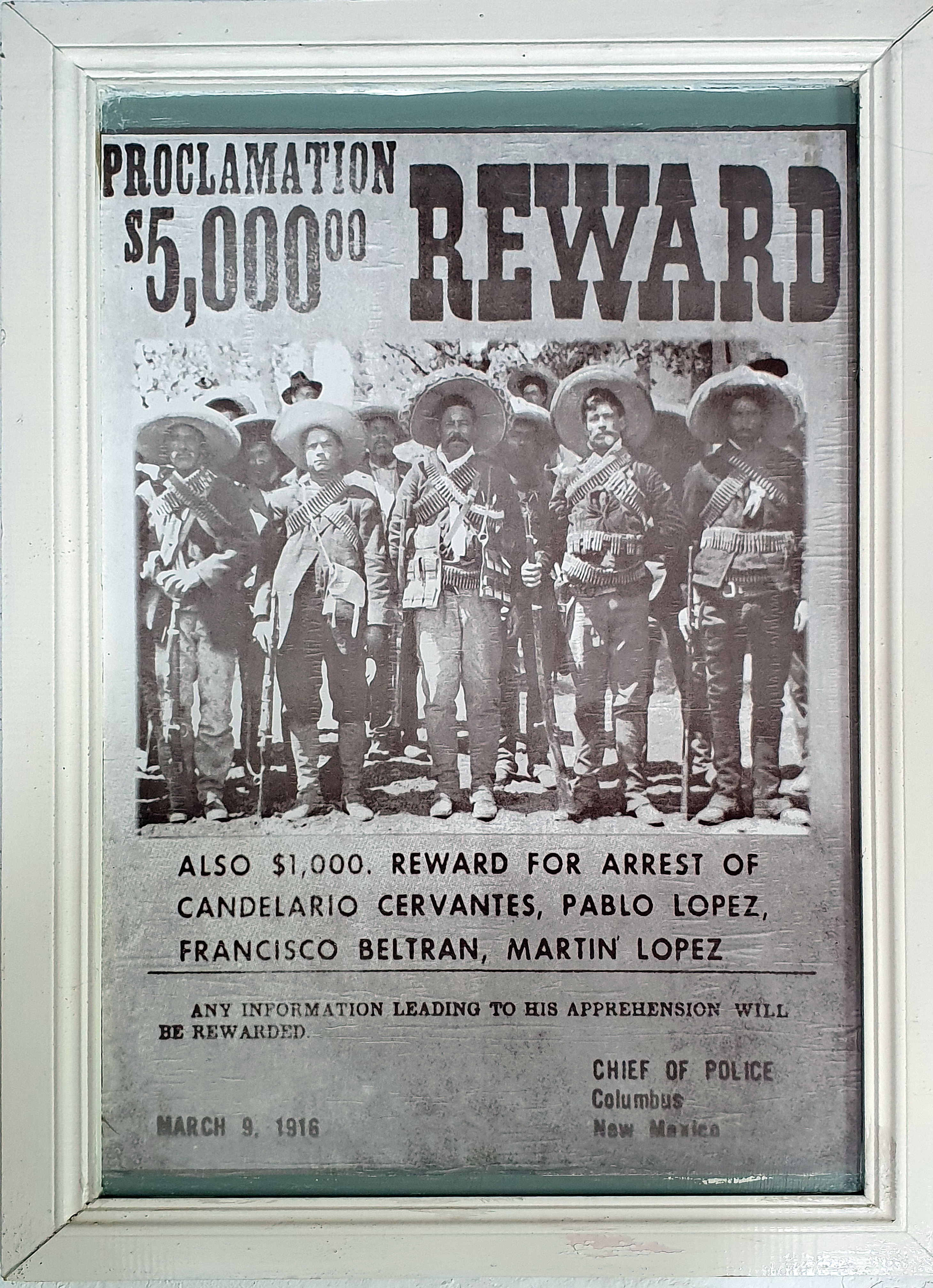
A columbusi rendőrfőnök által kiadott körözési plakát a rajtaütést vezető mexikói forradalmár tisztekkel

1916. március 9-én Woodrow Wilson Newton Diehl Bakert nevezte ki hadügyminiszterré. Ez a tisztség előtte betöltetlen volt. Villa a csata után azt állította, hogy a rajtaütés sikeres volt, melynek során jelentős mennyiségű felszerelést zsákmányoltak az amerikai táborból, többek között 300 karabélyt és sörétes puskát, 80 lovat és 30 öszvért. A rajtaütés azonban jelentős taktikai kudarc volt, mivel a mexikóiak vesztesége 90 és 170 fő közöttire tehető az eredetileg 484 főt számláló haderőből. A mexikóiak 63 halottat veszítettek és legalább 7 sebesültjük halt meg később. A rajtaütés során elfogottak közül hetet állítottak bíróság elé és egyiküket életfogytiglani börtönre ítéltek, hatot pedig halálra ítéltek és felakasztottak. Két elítéltet 1916. június 9-én, a másik négyet 1916. június 30-án akasztották fel. Villa 63 elesett harcosát és a mexikóiak elpusztult lovait a település tehenészetétől délre lévő helyre vonszolták, ahol kerozinnal locsolták le és elégették őket.[forrás?] Amerikai oldalról a hivatalos jelentések eltérően adják meg az amerikai veszteségeket. E jelentések 8, 10 illetve 11 elesett katonáról és 7 vagy 8 polgári áldozatról tesznek említést, emellett a különböző listákon szereplő nevek sem egyeznek.
Az Egyesült Államok kormányzata az ország teljes területéről mozgósította a Nemzeti Gárdát és 1916 augusztusának végére 100 000 katonát vontak össze a határ mentén. A Columbus elleni rajtaütés váltotta ki a John Pershing tábornok vezette Pancho Villa-expedíciót, melynek a célja Villa elfogása vagy a támadók szétszórása volt. A hadművelet során felderítéshez bevetettek Curtiss JN-4 típusú repülőgépeket, valamint teherautókat utánpótlás szállításához. Ilyen eszközöket első alkalommal használtak bevetésen az amerikai fegyveres erők. Hat hónap alatt átfésülték Mexikó északi területeinek jó részét, de Villát nem sikerült elfogniuk. 1917 januárjában az USA már az első világháborúba való belépésre készülődött és a mexikói kormányzat is nagy diplomáciai nyomást fejtett ki rá, így az amerikai csapatokat kivonták Mexikóból.

## Emlékezete
Pancho Villa Columbus elleni támadásának emlékére hozta létre Új-Mexikó állam közpark bizottsága 1975-ben a Pancho Villa Történeti Parkot és annak múzeumát Columbusban a Cootes Hill közelében, a Furlong katonai tábor egykori területén.

## Fordítás
- Ez a szócikk részben vagy egészben  a   Battle of Columbus (1916) című angol Wikipédia-szócikk ezen változatának fordításán alapul.  Az eredeti cikk szerkesztőit annak laptörténete sorolja fel. Ez a jelzés csupán a megfogalmazás eredetét és a szerzői jogokat jelzi, nem szolgál a cikkben szereplő információk forrásmegjelöléseként.

## Kapcsolódó olvasmányok
- Braddy, Haldeen (1965) Pancho Villa at Columbus Texas Western College Press, El Paso, Texas, OCLC 2235175
- De Quesada, Alejandro (2012) The Hunt For Pancho Villa; The Columbus Raid and Pershing's Punitive Expedition 1916-17. Osprey Publishing. Osprey Raid Series #29. ISBN 978-1-84908-568-7
- Finley, James P. (1993) "Buffalo Soldiers at Huachuca: Villa's Raid on Columbus" Huachuca Illustrated: a magazine of the Fort Huachuca Museum Vol. 1, Part 12
- Katz, Friedrich. "Pancho Villa and the Attack on Columbus, New Mexico," American Historical Review 83#1 (1978), pp. 101–130 in JSTOR
- Rakocy, Bill (1981) Villa raids Columbus, N.Mex., March 9, 1916 Bravo Press, El Paso, Texas, OCLC 7629090
- White, E. Bruce and Francisco Villa, "The Muddied Waters of Columbus, New Mexico," The Americas 32#1 (July 1975), pp. 72–98 in JSTOR
- List of Americans Killed and Wounded in Raid of Mexican Bandits at Columbus, N.M.,  The New York Times, March 10, 1916, p. 1.
- Investigation of Mexican Affairs - Hearing Before A Subcommittee of the Committee on Foreign Relations - 66th Congress, 1st Session - United States Senate, , U.S. Government Printing Office, Washington, D.C., pp. 858 and 860.
- „Telephone Operator Will Be Honored”, The Columbus Courier, 1916. augusztus 25. (Hozzáférés: 2024. február 12.)
- de Quesada, Alejandro: March 9, Pancho Villa and the Villista Raid on Columbus (angol nyelven). www.thehistoryreaer.com . (Hozzáférés: 2024. február 12.)